# Kindsoldaat

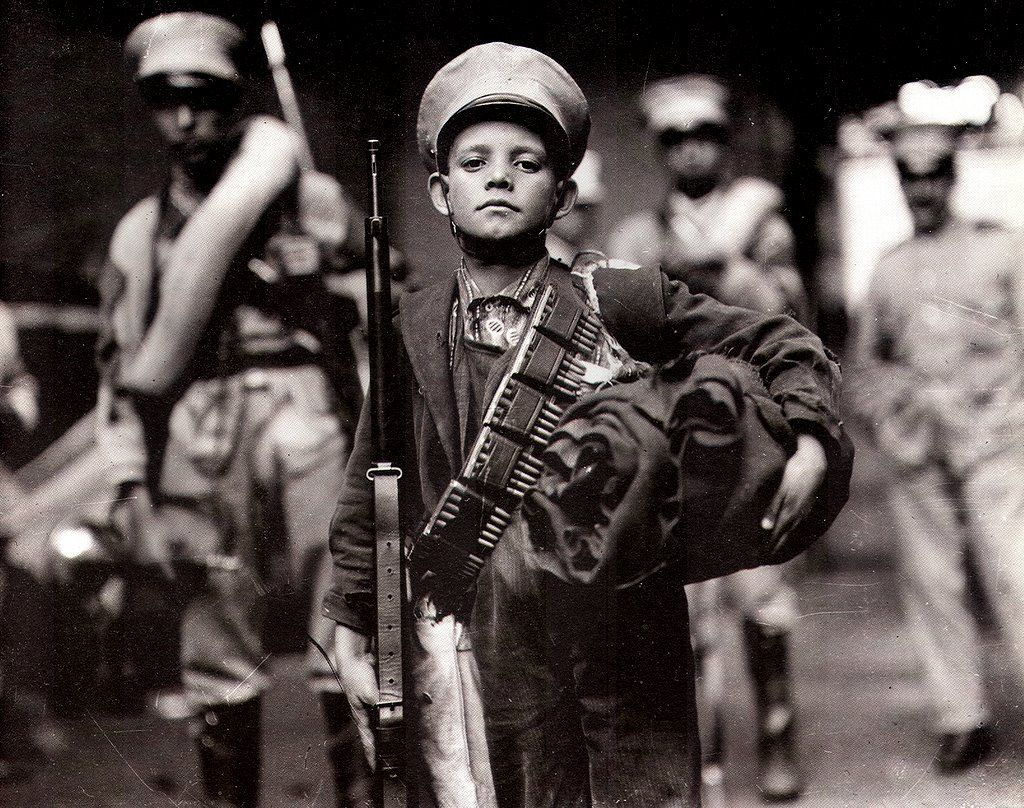
Een kindsoldaat in Mexico, 1914

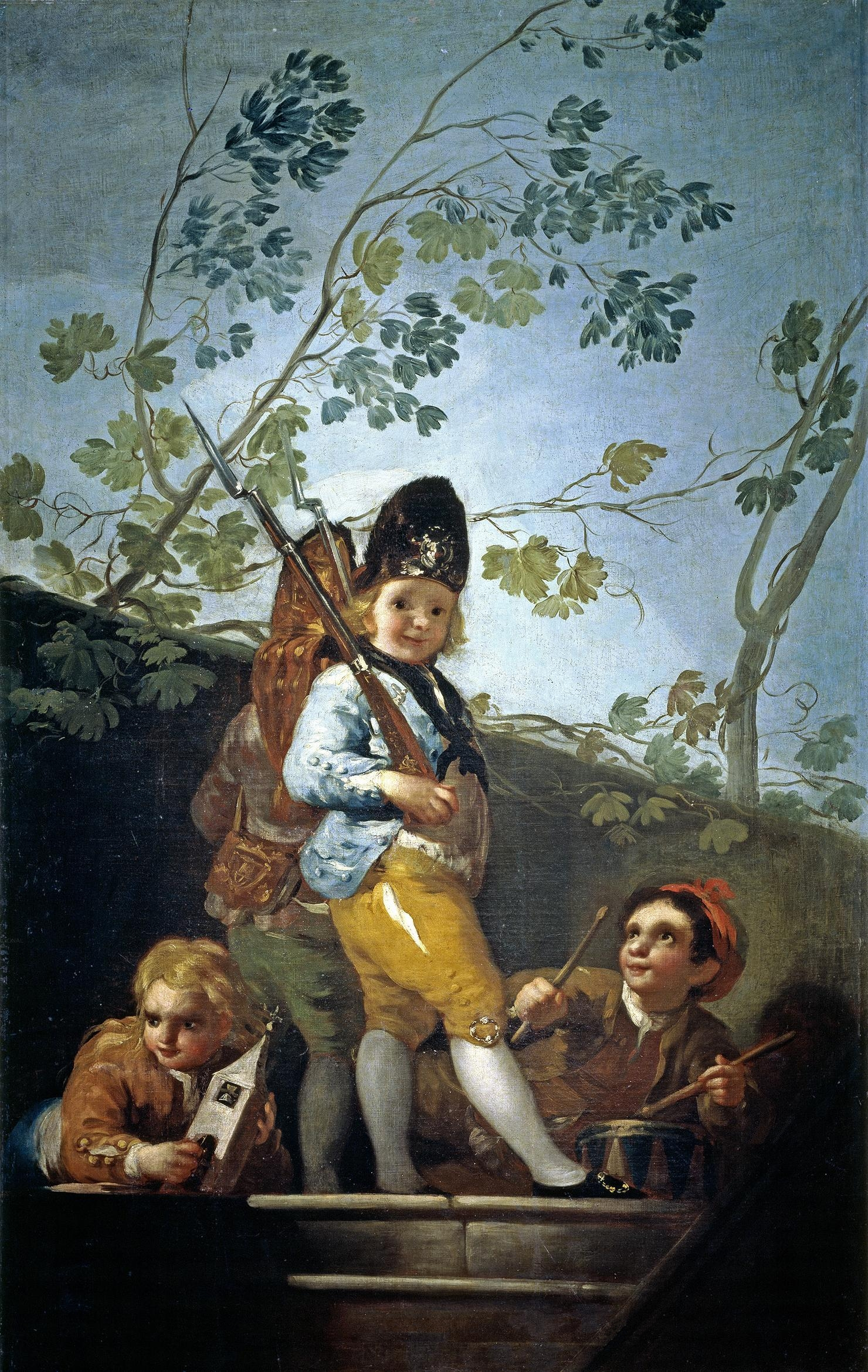
Muchachos jugando a soldados (jongens die soldaatje spelen): in zijn serie etsen Los Caprichos bracht Francisco Goya zijn afschuw tot uiting over de corrupte heerschappij van met name de kerk, waar hij niettemin veel voor werkte; Spanje, 1779

Een kindsoldaat is een kind dat dienst doet in een regeringsleger of in een georganiseerde gewapende politieke groep. Het gaat hierbij niet alleen om betrokkenheid bij gevechten, maar ook dienstdoen als kok, drager of boodschapper.
Het Verdrag inzake de Rechten van het Kind schrijft voor dat kinderen onder de 15 jaar niet ingezet mogen worden bij gewapende conflicten.
De Verenigde Naties hebben in 2000 een optioneel protocol bij het Verdrag inzake de Rechten van het Kind uitgebracht, waarmee een minimale leeftijd van 18 jaar wordt ingesteld voor deelname aan gewapende conflicten. Ook rekrutering is volgens dit protocol pas vanaf 18 jaar mogelijk. Dit nieuwe protocol is door België en Nederland niet geratificeerd.

## Achtergrond

### Oudheid
In ieder geval tot de achttiende eeuw was het inzetten van kinderen als soldaten algemeen geaccepteerd. Historicus Frank Decat noemt de Bijbelse figuur David als vroegste beschreven 'jeugdige strijder'. Ook Alexander de Grote was vóór zijn achttiende jaar actief in het leger. Over tienersoldaten in de oudheid is weinig bronmateriaal beschikbaar, wat echter ook kan komen doordat men het een normale zaak vond. In het antieke Sparta en Athene moesten militairen volwassen zijn; in het Romeinse leger lag de minimumleeftijd op zestien jaar.

### Middeleeuwen
Het is onduidelijk of en hoe vaak schildknapen deelnamen aan gevechten. De ridderslag werd doorgaans rond het 21ste jaar verkregen, maar er zijn ook bekende voorbeelden van jeugdige vechters. Eduard van Woodstock vertoonde zich op zestienjarige leeftijd in de slag bij Crécy (1346) en de toen dertienjarige Filips de Stoute vocht in de Slag bij Poitiers (1356).

### Nieuwe Tijd

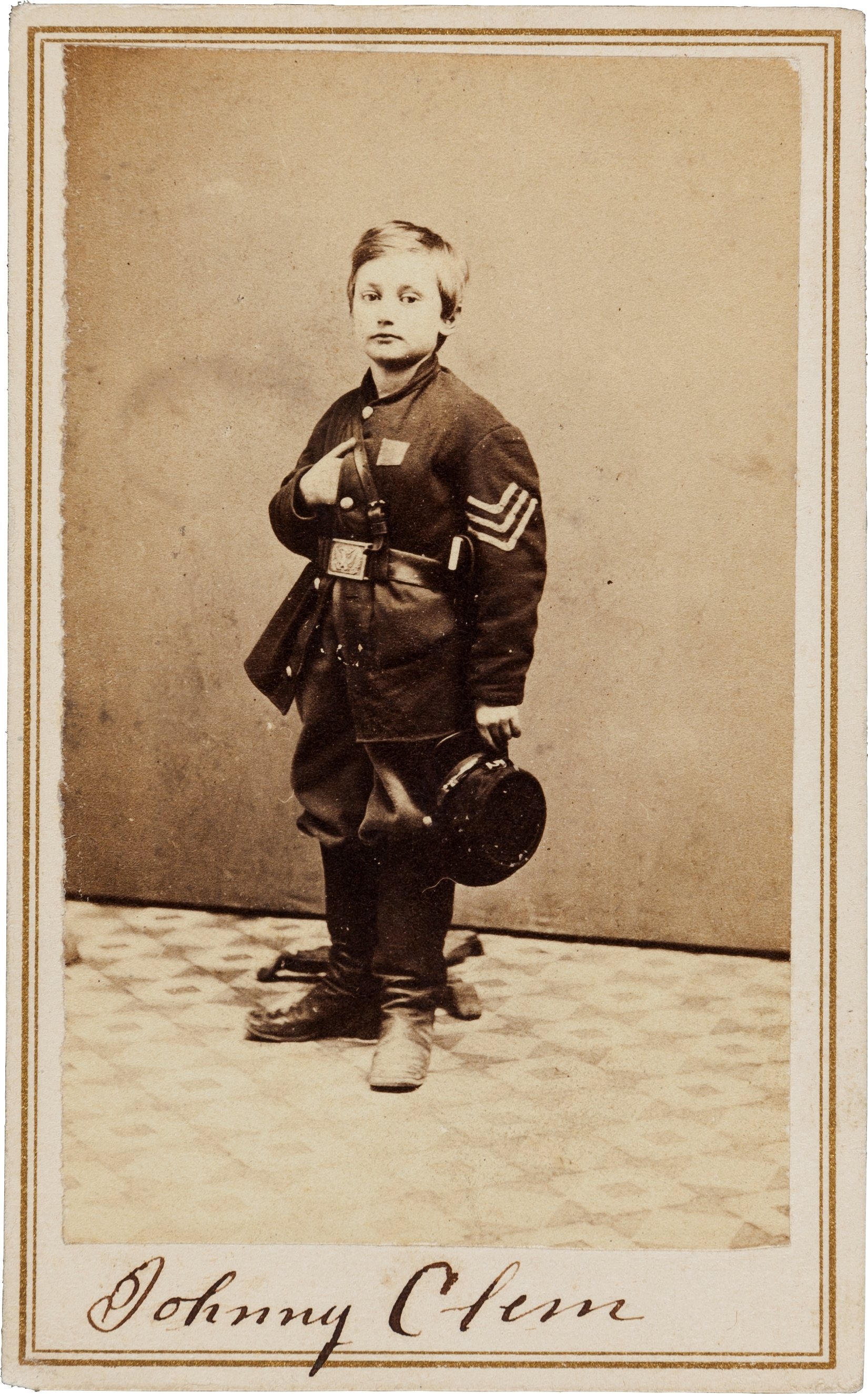
John Clem, tussen 1860-1865.

Uit diverse latere oorlogen stamt bewijs van minderjarige soldaten. Bijvoorbeeld in de Amerikaanse en Franse revoluties werden kinderen grootschalig ingezet als fluitspeler of trommelaar (drummer boy), of als aspirant-marineofficier of kanonniershulp (powder monkey) op schepen. De Amerikaanse Burgeroorlog (1861-1865) was het eerste conflict waarin kindersoldaten zelfgeschreven bronnen hebben achtergelaten. Ze schreven onder meer over hun ontnuchtering toen ze de geheroïseerde oorlog zelf meemaakten. Een van die kindsoldaten was John Clem, die door de media bekendheid kreeg en op dertienjarige leeftijd benoemd wordt tot sergeant in het Noordelijk leger.
Geschat wordt dat het Britse leger tijdens de Eerste Wereldoorlog 25.000 minderjarigen telde. Toen in 1916 de dienstplicht werd ingevoerd, werd hier wat strenger op toegezien, maar de regering en legerleiding zagen desondanks weinig in het voorstel van liberaal parlementariër Arthur B. Markham om de boy soldiers terug naar huis te laten gaan. Het militaristische en patriottistische onderwijs in Frankrijk was in dat land een belangrijke factor.
In de Tweede Wereldoorlog werd met name in de laatste oorlogsjaren door nazi-Duitsland gebruikgemaakt van minderjarige soldaten. Tot de 12. SS-Panzer-Division Hitlerjugend behoorden vrijwel alleen zestien- tot achttienjarigen, met volwassen officieren en onderofficieren. Op 6 juni 1944 werd deze divisie voor het eerst ingezet tijdens de strijd in Normandië en ook bij het Ardennenoffensief waren deze soldaten betrokken. Bij hun overgave op 8 mei 1945 waren er van deze divisie minder dan tienduizend van de 20.500 actieve soldaten overgebleven. Ook in het Russische leger vochten relatief veel tieners; meer dan in de overige geallieerde troepen.

### 21ste eeuw
Wereldwijd zijn (anno 2008) meer dan een half miljoen kinderen onder de achttien jaar ingelijfd in legers in meer dan 85 landen. Driehonderdduizend (300.000) van hen vechten op dit moment daadwerkelijk mee in oorlogen. In 75% van alle conflicten worden kinderen ingezet als soldaat. Sommigen zijn maar zeven jaar oud.
Kindsoldaten worden vooral gebruikt door rebellenlegers, maar ook regeringslegers rekruteren en gebruiken minderjarigen als soldaten. Ruim zestig landen op de wereld rekruteren jongeren onder de achttien jaar voor hun strijdkrachten. Ook in Nederland kunnen jongeren vanaf zeventien jaar BBT'er worden: beroepsmilitair voor bepaalde tijd.
De technologische vooruitgang in wapentuig en de enorme verspreiding van kleine wapens hebben bijgedragen tot het toenemend gebruik van kindsoldaten. Er zijn momenteel 500 miljoen kleine wapens in circulatie wereldwijd. Lichte automatische machinegeweren zijn gemakkelijk te gebruiken, ook voor kinderen, en gemakkelijk verkrijgbaar. In sommige Afrikaanse landen zijn geweren te koop voor zes euro.
Kinderen zijn een gemakkelijke prooi voor militaire rekrutering. Ze zijn gemakkelijk te manipuleren en te jong om te weerstaan aan het geweld waarin ze worden meegesleurd, of dat zelfs maar te begrijpen.
Een deel van de 300.000 kindsoldaten heeft zich door de omstandigheden aangesloten bij een leger. Vaak gaat het om weeskinderen, vluchtelingenkinderen of kinderen uit extreem arme of gebroken families. In het leger hebben zij onderdak, bescherming en voedsel, of ten minste een geweer waarmee zij hun voedsel kunnen stelen.
Sommige kinderen hebben zich aangesloten bij een van de strijdende partijen om de dood van een van hun familieleden te wreken. Tienduizenden kinderen worden echter onder dwang gerekruteerd en ontvoerd door gewapende groepen. In Sierra Leone werden naar schatting twintigduizend kinderen ontvoerd door de rebellen van het Revolutionary United Front. In Oeganda zijn meer dan dertigduizend kinderen ontvoerd door het Lord's Resistance Army. In Congo worden kinderen door alle strijdende partijen onder dwang gerekruteerd.

## Inzet van kindsoldaten
Kindsoldaten worden op alle continenten ingezet.
- Afrika heeft het grootste aantal kindsoldaten, waarschijnlijk 100.000, die direct in gewapende conflicten ingezet worden. Kindsoldaten worden gebruikt in Burundi, Ivoorkust, Congo, Rwanda, Somalië, Soedan en Oeganda. In landen als Sierra Leone en Liberia worden kindsoldaten sinds enige jaren gere-integreerd in de samenleving.[11]
- In Azië werken duizenden kinderen in het leger bij conflicten en wapenstilstand; omdat de regeringen geen waarnemers toelaten in de conflictgebieden, is een juiste schatting van de aantallen moeilijk. Birma is uniek in de regio, het is het enige land waar de regering kinderen rekruteert tussen 12 en 18 jaar. Er zijn ook kindsoldaten in Afghanistan, India, Indonesië, Laos en de Filipijnen, waar ze meestal deelnemen aan verzetsgroepen die horen bij clans of religieuze of etnische minderheden. In Sri Lanka maken honderden kinderen deel uit van de leiding van het belangrijkste oppositieleger. Gedwongen rekrutering van minderjarigen is ook in 2005 doorgegaan.
- In het Midden-Oosten worden kindsoldaten gebruikt in Iran, Irak, en de Palestijnse gebieden. Er zijn kindsoldaten actief in stammenstrijd in Jemen. Ook terreurgroep Islamitische Staat gebruikt kindsoldaten.
- In Latijns-Amerika zijn circa 14.000 kinderen onder de wapenen bij gewapende politieke groeperingen en paramilitaire eenheden in Colombia.[12]

Uit een in 2008 verschenen rapport van de Coalition to stop the use of Child Soldiers blijkt dat in de afgelopen jaren kindsoldaten meededen in gevechten in 19 landen. Uit een rapport van de secretaris-generaal van de VN uit 2005 blijkt dat er toen door 42 conflictpartijen in 11 landen kindsoldaten werden ingezet.

## Reden voor inzet
Kinderen zijn de bruikbaarste soldaten. Ze zijn klein en kunnen relatief onzichtbaar door het struikgewas lopen. Ze zijn snel, behendig, gemakkelijk manipuleerbaar en zeer gehoorzaam. Doordat ze geen benul hebben van de dood, zijn ze dapper en onversaagd. Ze zijn vooral goedkoop: ze hoeven geen soldij en hebben minder voedsel nodig dan volwassen soldaten.
Zowel jongens als meisjes worden gebruikt als kindsoldaten. In landen als El Salvador, Ethiopië en Oeganda bestaat een derde van de kindsoldaten uit meisjes. Naast soldaten worden ze ook gebruikt als seksslavinnen voor de commandanten in landen als Angola, Sierra Leone en Oeganda.
Kindsoldaten voeren allerlei opdrachten uit in het leger. Ze doen dienst als boodschappers, spionnen, kampbewakers of koks. Ze worden gebruikt als dragers van wapens, munitie en proviand. Velen ook worden ingezet in de strijd, waarbij ze als voorhoede of mijnenvegers kunnen worden uitgestuurd. Sommige kinderen worden gebruikt voor zelfmoordmissies.
Door hun onvolwassenheid, onbesuisdheid en gebrek aan ervaring worden kindsoldaten gemakkelijker gewond en gedood op het strijdveld dan volwassen soldaten. Velen zijn ledematen kwijt en voor het leven gehandicapt.

## Slachtoffers en daders tegelijk
Soms worden kinderen gedwongen wreedheden uit te voeren tegenover hun eigen familie, buren of dorpsgenoten. Dit soort praktijken is bedoeld om de band met de achterban te doorbreken en hen voorgoed te binden aan het leger. De kinderen zijn ervan overtuigd dat ze nooit meer terug kunnen naar huis.
Kindsoldaten ontvoerd door rebellengroepen in Sierra Leone, Liberia, Congo en Oeganda waren getuige van, en moesten deelnemen aan, extreme wreedheden tegen de burgerbevolking, waaronder onthoofdingen, amputaties, verkrachtingen en het levend verbranden van mensen. In Liberia en Sierra Leone kregen kinderen drugs om hun angst en aarzeling te overwinnen.
Veel kinderen kunnen niet meer weg uit het leger. Als zij deserteren of ontsnappen, wordt wraak genomen op hun families. Soms wordt het hele dorp uitgemoord, als straf of om te voorkomen dat vitale informatie wordt doorgespeeld aan de vijand.

## Gevolgen

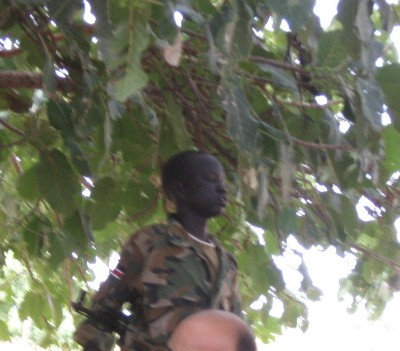
Kindsoldaat van Sudan People's Liberation Army in Malual, Northern Bahr el Ghazal.

De overlevingskansen van een kindsoldaat zijn zeer klein. Men schat het aantal gesneuvelde kindsoldaten in de laatste tien jaar op 2 miljoen. Leven bij een gewapende groep heeft drastische gevolgen voor de toekomst van kinderen. Ze groeien op in een gewelddadige omgeving met andere en mensonterende normen en gebruiken. Ze raken hun familie en vrienden kwijt en missen onderwijs.
Als de kinderen de oorlog al overleven, zijn de lichamelijke gevolgen vaak zeer groot. Ze moeten zware lasten dragen, waardoor vervormingen en vergroeiingen kunnen ontstaan aan de onvolgroeide schouders en rug. Ook infecties van de luchtwegen en de huid en seksueel overdraagbare ziektes zoals aids komen veel voor. Oor- en oogbeschadigingen en lichamelijke verminkingen door kogels en mijnen zijn schering en inslag. Veel kinderen hebben tijdens hun dienstperiode erg weinig en slecht voedsel gekregen waardoor ze ernstig ondervoed zijn.
De psychische en mentale gevolgen voor kinderen zijn niet te overzien. Hulpverleners vrezen dat honderdduizenden van deze kindsoldaten nooit meer een normaal leven zullen kunnen leiden. Oorlogstrauma’s gaan immers gepaard met een hele reeks symptomen. Zo hebben veel kinderen te kampen met concentratieproblemen, depressies, nachtmerries, bedplassen, cognitieve ontwikkelingsstoornissen, gebrek aan een toekomstperspectief, sommigen worden hyperactief of agressief. Uiteraard zorgt het verplichte gebruik van drugs in legers vaak voor blijvende verslaving.
Het proces van ontwapening, demobilisatie en re-integratie (Disarmament, Demobilization, and Reintegration, DDR) van ex-kindsoldaten in de samenleving gebeurt niet goed. De wederopbouw van een vreedzame samenleving na de oorlog is mede afhankelijk van de succesvolle re-integratie van voormalig kindsoldaten. Als zij geen plek vinden is de kans groot dat zij opnieuw gerekruteerd worden. Zo hebben nog steeds veel voormalig kindsoldaten, waaronder met name meisjes, geen toegang tot dit proces. Bovendien ligt veel nadruk op het ontwapenen van kinderen; en minder op hun re-integratie in de samenleving. (Re-integratie is immers kostbaar en een kwestie van de langere termijn). Volgens het rapport van de Coalitie tegen het gebruik van Kindsoldaten komt dit door te veel nadruk op ontwapening en het gebrek aan structurele fondsen voor re-integratie. Ook zijn er onvoldoende DDR-programma’s specifiek gericht op de behoeften van meisjes.
Volgens War Child moet bij vredesopbouw in naoorlogse gebieden re-integratie van kinderen vanaf het begin opgenomen moeten worden in vredesopbouwprogramma's. Daarbij is het essentieel dat de hele gemeenschap erbij betrokken wordt. Kindsoldaten moeten niet als groep apart gezet worden.

## Bestrijding

### Verdragen
Maar weinig vredesakkoorden erkennen het bestaan van kindsoldaten of voorzien in hun herstel en herintegratie in de samenleving. Na de oorlog blijven veel kindsoldaten verweesd achter, psychologisch getraumatiseerd, moreel ontspoord en zonder opleiding of diploma. Bijgevolg eindigen velen van hen op straat, waar ze betrokken raken bij misdaad en geweld, of gemakkelijk te rekruteren zijn voor een nieuw conflict. Enkele ngo’s trachten die vicieuze cirkel te doorbreken en ex-kindsoldaten een alternatief en een toekomst te geven.
Het Verenigde Naties Verdrag inzake de rechten van het kind, Art. 38, (1989) stipuleert dat kinderen onder de 15 jaar niet mogen ingezet worden bij gewapende conflicten, zelfs niet wanneer het gaat om vrijwillige deelname. Deze ’Conventie van de Rechten van het Kind’ over de betrokkenheid van kinderen bij gewapende conflicten, is geratificeerd door alle regeringen in de wereld - behalve Somalië en de Verenigde Staten.
Pas in het jaar 2000 kwam er een echt internationaal verdrag tegen het gebruik van kindsoldaten. Het nieuwe ’Kindsoldaten Protocol’ legt de minimumleeftijd voor verplichte rekrutering en rechtstreekse deelname aan vijandelijkheden vast op achttien jaar.
Nederland heeft het Optionele Protocol dat de minimumleeftijd voor deelname aan gewapende gevechten op 18 jaar stelt, nog steeds niet geratificeerd, waardoor theoretisch kindsoldaten in Nederland toegestaan zijn. Een aantal Nederlandse organisaties probeert de regering onder druk te zetten om het Protocol alsnog te ratificeren.
De Veiligheidsraad van de VN komt regelmatig bijeen om Kinderen in gewapende Conflicten te bespreken. De laatste bijeenkomst was op 17 juli 2008, hierbij verzocht de Veiligheidsraad dat het actieplan uit 2005 voor het opzetten van een mechanisme voor het monitoren, rapporteren en naleving van de Kindsoldaat Resoluties zo snel mogelijk opgezet moest worden.
Van 2004 tot 2007 is een aantal positieve ontwikkelingen te melden: een toename van de internationale aandacht en wetgeving op het gebied van kindsoldaten, een vermindering van het aantal conflicten (van 27 naar 17 conflicten) en een toename van het aantal landen dat het Optionele Protocol heeft ondertekend (van 88 naar 120 landen).
Op 1 december 2008 deed Karuna (werkelijke naam Vinayagamurthi Muralitharan), de leider van de organisatie Tamil Makkal Viduthalai Pulikal (TMVP), die zich in 2004 afsplitste van de Tamil Tijgers, een toezegging aan president Mahinda Rajapakse van Sri Lanka en de VN-organisatie UNICEF binnen drie maanden alle minderjarige rekruten te zullen demobiliseren.
Muralitharan was zelf in 1983 op 17-jarige leeftijd toegetreden tot de Liberation Tigers of Tamil Eelam (LTTE). Op 7 oktober 2008 werd hij lid van het parlement van Sri Lanka voor de partij People's Freedom Alliance en sindsdien zou hij ijveren voor het niet langer inzetten van kindsoldaten.

### Wetgeving
In de Verenigde Staten werd in 2008 de Child Soldiers Prevention Act (CSPA) aangenomen, die in juni 2009 van kracht werd.
Deze wet verlangt van de Amerikaanse overheid jaarlijks in het rapport over de bestrijding van mensensmokkel, het Trafficking in Persons Report, een lijst op te nemen van buitenlandse regeringen die kindsoldaten in dienst hebben of waar kindsoldaten deel uitmaken van door de overheid gesteunde gewapende groepen.
In de CSPA betekent de term "child soldier", conform het Optional Protocol to the Convention on the Rights of the Child on the involvement of children in armed conflict:
- (i) elke persoon jonger dan 18 jaar die direct deelneemt aan vijandelijkheden als lid van regeringstroepen;
- (ii) elke persoon jonger dan 18 jaar die verplicht wordt tot dienst in regeringstroepen;
- (iii) elke persoon jonger dan 15 jaar die vrijwillig is toegetreden tot regeringstroepen; of
- (iv) elke persoon jonger dan 18 jaar die gerekruteerd is of gebruikt wordt bij vijandelijkheden door andere gewapende troepen dan de regeringstroepen.

De term “child soldier” omvat elke persoon zoals beschreven onder (ii), (iii), of (iv) die in welke hoedanigheid dan ook dient, met inbegrip van een ondersteunende rol, zoals die van “kok, drager, koerier, gewondenverzorger, bewaker / wachtpost, of seksslaaf”.

## Art.1f VN-Vluchtelingenverdrag enkindsoldaten
In het Nederlandse asielrecht wordt rekening gehouden met de bijzondere omstandigheid dat kindsoldaten die betrokken zijn bij militaire acties en bij gelegenheid ook bij oorlogsmisdaden en schending van mensenrechten, zelf zowel dader als tevens tegelijkertijd slachtoffer kunnen zijn.
De toenmalige Nederlandse minister voor Vreemdelingenzaken en Integratie Verdonk heeft daarom in 2003 besloten om kindsoldaten jonger dan 15 jaar niet verantwoordelijk te houden voor zogeheten art.1f-handelingen, dat wil zeggen gedragingen op grond waarvan een asielzoeker kan worden uitgesloten van bescherming wegens het bepaalde in art.1f van het VN-Vluchtelingenverdrag. In het beleid werd toen door haar als uitgangspunt geformuleerd dat er in verhoogde mate rekening moet worden gehouden met hun leeftijd.
Voor alle handelingen van kindsoldaten in die categorie minder dan 15-jarigen geldt dat de uitsluitingsgrond van art.1f Vluchtelingenverdrag bij de beoordeling van een asielaanvraag niet wordt toegepast. Dit ongeacht of deze handelingen zijn verricht in of buiten diensttijd. Voor de beoordeling van handelingen van kindsoldaten in de categorie 15- tot 18-jarigen wordt een soort billijkheidstoets toegepast. Daarbij dienen alle feiten en omstandigheden van het specifieke geval in aanmerking te worden genomen.
Tot die feiten en omstandigheden waarmee bij de beoordeling rekening moet worden gehouden behoren in elk geval:
- de leeftijd op het moment van indiensttreding of "recrutering";
- het al dan niet vrijwillige karakter daarvan;
- de consequenties bij een eventuele weigering van indiensttreding;
- de eventuele aanwezigheid van zogeheten ”wilsverlammende gebeurtenissen” bij indiensttreding;
- de duur van het kindsoldaatschap;
- de eventuele aanwezigheid van mogelijkheden (eerder) te ontsnappen en/of zich te onttrekken aan persoonlijke deelname aan misdrijven;
- de eventuele toediening c.q. het gedwongen gebruik van drugs en/of medicatie;
- promoties wegens ”goede prestaties”.

In verband met de consequenties bij een eventuele weigering van indiensttreding wordt gewezen op het strafrechtelijk leerstuk van de ”subjectieve overmacht”: relevant is of specifiek van een minderjarige mocht worden verwacht dat deze weerstand zou bieden aan de op hem uitgeoefende druk om in dienst te treden.
Voor de categorie kindsoldaten 15- tot 18-jarigen geldt dat in het individuele geval een zwaarder gewicht kan worden toegekend aan indicatoren als ”leeftijd op het moment van indiensttreding”: wanneer de indiensttreding bijvoorbeeld had plaatsgevonden op een jongere leeftijd dan 15 jaar, kan het aannemen van de verantwoordelijkheden en derhalve de tegenwerping van de uitsluitingsgrond 1f Vluchtelingenverdrag minder voor de hand liggen.

## Organisaties tegen kindsoldaten
Er zijn naast de Verenigde Naties verschillende organisaties die op grote, maar ook kleine, schaal een enorme bijdrage leveren met de opvang en re-integratie van kinderen die als kindsoldaat aan gewapende conflicten hebben meegedaan. Ook bestaan er verschillende organisaties die zich bezighouden met de lobby bij overheden om het gebruik van kindsoldaten te verbieden en te bestraffen. Een aantal van deze organisaties zijn:
- Amnesty International
- Defence for Children International
- Human Rights Watch
- Save the Children
- Unicef
- War Child

Wereldwijd zijn antikindsoldaatorganisaties verenigd in de International Coalition to Stop the Use of Child Soldiers. In de Nederlandse Coalitie Tegen Gebruik van Kindsoldaten zijn verenigd: Amnesty International, War Child Nederland, Nederlandse Rode Kruis, Pax Christi, COS, Kinderen in de Knel, World Vision, Save the Children, Unicef, Stichting Vluchteling, Plan, Jeugd Nu, Mensen in Nood/CORDAID en SAMAH.